# Associazione Sportiva Cisco Calcio Roma 2008-2009
Questa voce raccoglie le informazioni riguardanti l'Associazione Sportiva Cisco Calcio Roma nelle competizioni ufficiali della stagione 2008-2009.

## Rosa
| N. |                      | Ruolo | Calciatore              |
| -- | -------------------- | ----- | ----------------------- |
|    | Argentina (bandiera) | A     | Jonathan Alessandro     |
|    | Italia (bandiera)    | C     | Stefano Amadio          |
|    | Italia (bandiera)    | D     | Marco Angeletti         |
|    | Italia (bandiera)    | C     | Stefano Bagalini        |
|    | Italia (bandiera)    | D     | Antonio Balzano         |
|    | Italia (bandiera)    | A     | Stefano Bellè           |
|    | Italia (bandiera)    | C     | Dario Barraco           |
|    | Italia (bandiera)    | A     | Francesco Caracciolese  |
|    | Italia (bandiera)    | A     | Danilo Cassandra        |
|    | Italia (bandiera)    | A     | Daniel Ciofani          |
|    | Italia (bandiera)    | C     | Flavio Coladarci        |
|    | Italia (bandiera)    | C     | Claudio Costanzo        |
|    | Italia (bandiera)    | D     | Andrea Cottini          |
|    | Brasile (bandiera)   | A     | Da Silveira Wilson Cruz |
|    | Italia (bandiera)    | D     | Stefano Di Fiordo       |

| N. |                   | Ruolo | Calciatore                    |
| -- | ----------------- | ----- | ----------------------------- |
|    | Italia (bandiera) | D     | Luca Ferri                    |
|    | Italia (bandiera) | C     | Gabriele Goretti              |
|    | Italia (bandiera) | C     | Vincenzo Patrick Guglielmelli |
|    | Italia (bandiera) | P     | Silvio Lafuenti               |
|    | Italia (bandiera) | C     | Francesco La Rosa             |
|    | Italia (bandiera) | D     | Fabrizio Lo Piccolo           |
|    | Italia (bandiera) | C     | Tiziano Luciani               |
|    | Italia (bandiera) | C     | Andrea Mallardi               |
|    | Italia (bandiera) | D     | Riccardo Martorelli           |
|    | Italia (bandiera) | D     | Francesco Mazzarani           |
|    | Italia (bandiera) | A     | Alessandro Morbidelli         |
|    | Italia (bandiera) | P     | Christian Paoletti            |
|    | Italia (bandiera) | C     | Stefano Rossini               |
|    | Italia (bandiera) | C     | Andrea Sola                   |